# 메릴랜드주
메릴랜드주(영어: State of Maryland, [ˈmæɹ.ɪ.lənd])는 미국 동부 대서양 연안의 주이다. 남쪽과 서쪽에는 버지니아주, 웨스트버지니아주, 워싱턴 D.C.가 있고 북쪽에는 펜실베이니아주, 동쪽에는 델라웨어주가 있다. 미국 해군사관학교가 메릴랜드주의 주도인 아나폴리스에 있다. 주 이름은 잉글랜드 왕 찰스 1세의 왕비 헨리에타 마리아에서 유래되었다. 19세기 초에는 노예주에 속했으며 결국 남북 전쟁 당시 적어도 연방 탈퇴는 하지 않은 상태에서 북부 지지자와 남부 지지자가 반반씩 갈렸다.

## 역사

### 원주민의 시대
대략 기원전 10,000년 경에 메릴랜드 지방에 아메리카 인디언들이 살던 것으로 알려졌다. 초기의 유럽인 탐험가들은 알곤킨 어족과 약간의 서스쿼해노크 족들을 찾았다. 알곤킨 어족은 촙탱크, 난티코크, 패턱센트, 포토바고와 위코미코 족을 포함한다. 인디언들의 대부분은 식민적 정착의 초기 세월 동안에 지방을 떠났다. 그러나 그들은 많은 메릴랜드의 강, 타운과 카운티들에 이름을 주었다.

### 탐험과 정착

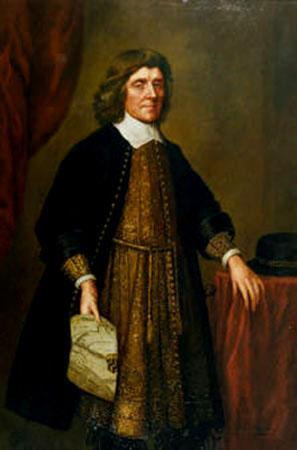
첫 메릴랜드 식민지의 소유자 2대 볼티모어 백작 세실 캘버트

플로리다의 스페인 총독 페드로 메네데스 데 아빌레스는 1572년 체스피크 만을 탐험하였다. 그는 메릴랜드 지방을 방문한 첫 유럽인들 중 하나였다. 1608년 버지니아의 존 스미스 선장은 북부로 향하여 체서피크으로 항해하면서 메릴랜드 지방으로 들어갔다. 스미스는 자신이 본 것의 묘사를 썼다. 1631년 버지니아의 윌리엄 클레이본은 체서피크 만에서 켄트 섬에 교역지를 열었다. 클레어본의 교역지는 메릴랜드 지방에서 첫 식민적 정착지였다.
1632년 잉글랜드의 찰스 1세는 초대 볼티모어 경 조지 캘버트에게 메릴랜드 지방을 허가하였다. 찰스 1세는 그러고나서 캘버트의 아들 세실에게 지방을 특허하였다. 지방은 찰스 1세의 부인 헨리에타 마리아의 명예를 가려 메릴랜드라고 이름이 지어졌다. 세실 캘버트는 2척의 배 아크와 도브에 식민지 주민들을 태워 메릴랜드로 보냈다. 1634년 배들은 포토맥 강에 닻을 내렸다. 식민지 주민들은 서부 해안의 남부 끝에 세인트 메리스 시티를 설립하였다.

### 식민지 시절

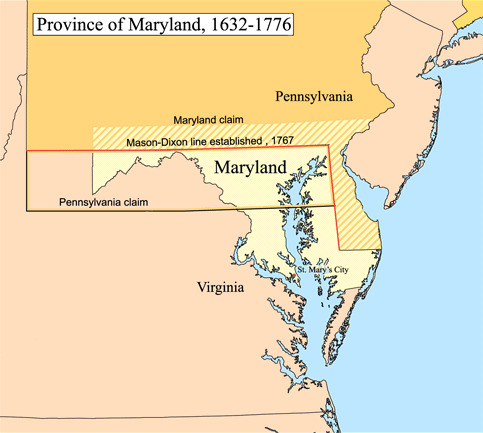
메릴랜드 식민지의 지도

세실 캘버트는 자신의 동생 레너드를 메릴랜드 식민지의 총독으로 임명하였다. 세실은 식민지 주민들에게 법률을 제안하고 식민지의 행정에서 자신의 동생을 보조할 용기를 주었다. 세실은 로마 가톨릭교회 교도였으나 잉글랜드 교회를 성원하여야 했다. 하지만, 그는 자신의 신앙의 자유를 원하였고 또한 다른 신앙들의 사람들이 메릴랜드에 정착하기를 원하였다. 그는 종교적의 제한이 식민지의 번창과 발전과 함께 방해될 것 같다고 믿었다. 1649년 식민적 회의는 모든 기독교에 종교적 자유를 승인하는 세실 캘버트의 신교 자유 법률의 도안을 찬성하였다. 법률이 통과된 후 청교도의 단체가 버지니아로부터 달아나 메릴랜드에 왔다. 메릴랜드는 종교적 자유로 유명해졌다.
켄트 섬에 윌리엄 클레이본의 교역 정착지는 식민지의 일부였다. 그러나 클레이본은 캘버트의 권한을 인정하는 것을 거부하였다. 1654년 클레이본은 캘버트의 정부를 축출한 개신교 정착자들의 단체를 이끌었다. 클레이본은 메릴랜드를 4년 동안 통치하였다.
영국 정부로부터 명령들에 클레이본은 1658년 메릴랜드를 캘버트에게 돌려주었다. 캘버트는 1649년에 설립된 종교적 자유를 유지하기를 약속하였다. 그러나 메릴랜드의 개신교도들은 로마 가톨릭교도들을 식민지의 소유자로서 분개하였다. 1689년 존 쿠드에 의하여 지도된 개신교 협회는 식민지의 통치를 몰수하였다. 쿠드는 영국이 메릴랜드 정부를 차지하는 요청을 하였다. 결과로서 잉글랜드의 왕실이 1691년 왕립 총독을 임명하였다. 1692년 총독이 식민지를 다스리러 왔다.
캘버트 가족은 1715년 개신교였던 4대 볼티모어 백작 베네딕트 레너드 캘버트 아래 통치를 다시 얻었다. 1718년 메릴랜드에서 가톨릭교도들이 투표하는 권리를 잃었다. 그들은 1776년까지 권리를 다시 얻지 않았다. 메릴랜드는 미국 독립 전쟁 때까지 캘버트 가족의 손들에 남아있었다.
메릴랜드는 전쟁 이전의 세월 동안에 번영하였다. 식민지에서 담배 재배는 유익해졌다. 다수의 식민지 주민들은 부유해지고 아름다운 대저택을 지었다. 메릴랜드의 인구는 재빠르게 번창하였다. 1700년대에 메릴랜드와 펜실베이니아는 자신들 사이의 경계선에 싸움을 일으켰다. 1763년 양식민지는 찰스 메이슨과 제레미어 딕슨이 대지를 측량하는 데 동의하였다. 측량은 1767년에 완료되었고, 경계는 메이슨-딕슨 라인으로 알려졌다.

### 미국 독립 전쟁
1700년대 중반 동안에 영국은 자신에 깊게 빚을 찾아냈다. 돈을 모으기 위해 영국은 아메리카 식민지에 엄격한 세금과 교역 제한을 부과하였다. 다른 식민지들처럼 메릴랜드의 주민들은 이 법안을 반대하였다. 메릴랜드주민들은 1765년의 인지 조례에 저항하였다. 1774년, 메릴랜드에서 식민지 주민들이 보스턴 항구 법령에 항의하였다. 이 법령은 영국인 보스턴 차 사건을 위한 보스턴의 주민들을 처벌하는 시도였다. 메릴랜드주민들이 아나폴리스에서 영국의 배 페기 스튜어트호와 그 차의 짐을 불태웠다.
1774년, 메릴랜드에서 온 사절단들이 필라델피아에서 첫 대륙 회의에 참석하였다. 그들은 식민지 주민들이 영국과 교역을 금지하는 정책을 성원하였다. 1775년 4월 매사추세츠에서 미국 독립 전쟁이 시작되었다. 그해 5월에 필라델피아에서 두번째 대륙 회의가 열리고 1776년 7월 2일 메릴랜드 사절단들은 독립을 위하여 투표하였다. 11월 8일 메릴랜드는 첫 헌법을 채택하였다. 12월 영국군이 필라델피아를 위협하였기 때문에 대륙 회의가 볼티모어로 옮겨졌다. 회의는 이듬해 3월까지 거기에 남아있었다. 그 헌법 아래 메릴랜드의 첫 지사 토머스 존슨이 1777년 3월 21일에 임기를 시작하였다.
메릴랜드 군인들은 독립 전쟁을 통하여 싸웠다. 볼티모어의 산업들은 식민지군을 위한 군함과 대포를 지었다. 메릴랜드 땅에서는 약간의 싸움이 벌어졌다. 영국군의 해군 중장 리처드 호는 1777년 체서피크 만으로 항해하여 엘크 강의 입구에서 군인들을 상륙시켰다. 같은 해 군인들은 펜실베이니아로 들어가 브랜디와인 전투에서 조지 워싱턴 장군을 물리쳤다.

### 주 지위
전쟁이 일어나는 동안에 대륙 회의는 연합 규약 아래 미국 정부를 형성하였다. 어떤 주들은 자신들의 식민적 경계들을 지나 뻗어진 서부의 대지를 주장하였다. 메릴랜드는 주들이 이 서부의 대지들을 미국 정부에 넘기는 것을 약속할 때까지 연합 규약에 서명하지 않았다. 메릴랜드는 1781년 3월 1일 연합 규약에 서명하였다.
전쟁이 끝난 후, 연합 회의는 메릴랜드의 초대를 받아들이고 1783년 11월브터 1784년 6월까지 아나폴리스에 있는 메릴랜드주립 의사당에서 열렸다. 조지 워싱턴은 주립 의사당에서 대륙군의 사령관으로서 사임을 하였다. 같은 건물에서 미국 의회는 독립 전쟁을 끝내는 파리 조약을 찬성하였다.
1780년대 초반 동안에 메릴랜드와 버지니아는 체스피크 만과 포토맥 강에 항해 권리에 동의하지 않았다. 1785년 양주에서 온 지방 행정관들은 양주가 수로의 사용으로부터 이득을 얻는 것을 허락한 마운트 버논 계약을 찬성하였다. 1786년 9월 11일 다른 주립 회의인 아나폴리스 집회는 무역과 상업의 문제들을 논의하였다. 회의가 5개 만의 주들에서 온 대표들을 끌어들일 때에 사절단들은 1787년 필라델피아에서 모든 주들의 회의를 청하였다. 필라델피아에서 모인 사절단들은 미국 헌법을 썼다. 메릴랜드는 1788년 4월 28일 헌법을 승인하고 7번째 주로서 합중국에 가입하였다. 1791년 메릴랜드는 대지를 국가의 새 수도 컬럼비아 특별구를 위한 의회에게 주었다.

### 미영 전쟁과 산업의 발전
미영 전쟁의 일부 전투들이 메릴랜드에서 벌어졌다. 1813년, 영국군은 다수의 메릴랜드주의 타운들과 체서피크 만을 따라 있는 농장들을 급습하였다. 1814년까지 로버트 로스 장군 아래의 큰 영국 군대가 패턱센트 강으로 항해하여 들어갔다. 로스의 군대는 8월 24일 블레이던스버그 전투에서 미군을 물리쳤다. 같은 날 영국군은 워싱턴 D.C.로 이동하여 국회의사당과 다른 정부 건물들을 불태웠다.
9월 12일 영국군은 볼티모어를 공격하였다. 그들은 볼티모어 남동부에 있는 노스 포인트에 상륙하였다. 영국 군함은 퍼탭스코 강으로 항해하여 들어가 포트맥헨리에 불을 뿜었다. 그러나 미군들이 도시를 방어하고 영국군들을 메릴랜드에서 몰아냈다. 볼티모어 전투는 후에 프랜시스 스콧 키가 미국의 국가가 된 "별이 박힌 깃발"을 쓰는 데 영감을 주었다.
1800년대의 초반과 중반 동안에 볼티모어는 중요한 산업의 도시로 자라났다. 도시는 주요한 항구와 국가에서 조선업 중심지들의 하나가 되었다. 물건들은 볼티모어와 오하이오 철도, 체서피크와 델라웨어 운하들에서 볼티모어와 서부 사이에 배로 실어졌다. 1830년, 피터 쿠퍼는 석탄을 태우는 미국의 첫 증기 기관차인 "톰 섬"을 지었다. 볼티모어와 오아히오 철도들은 볼티모어와 엘리코츠 밀스(현재의 엘리콧 시티) 사이에 톰 섬호를 이용하였다. 미국에서 처음으로 대양을 지나는 강철 증기선 "드 로셋"이 1839년, 볼티모어에서 완료되었다. 메릴랜드는 1776년, 이래 처음으로 1851년 새 헌법을 채택하였다.

### 남북 전쟁

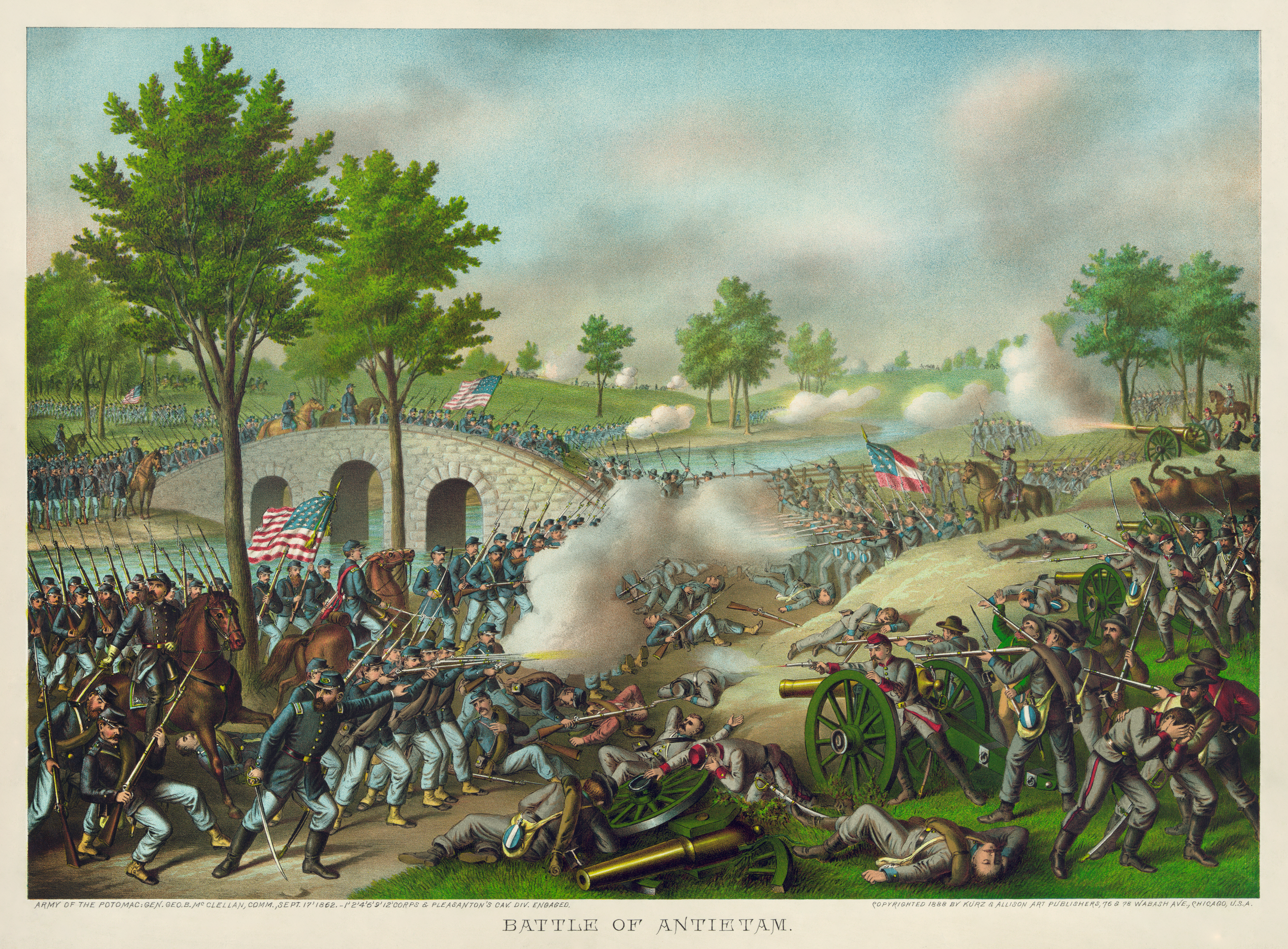
남북 전쟁 중 앤티텀 전투 (1862년)

메릴랜드주는 노예주였으나, 합중국 최초의 13개 주들 중 하나였다. 1861년, 남북 전쟁이 일어나자, 메릴랜드주는 북부와 남부의 충성들로 갈라졌다. 워싱턴 D.C.의 운명인 버지니아주가 남부에 가입한 후, 메릴랜드가 북부에 가담하느냐에 의지하였다. 메릴랜드가 남부에 가입한다면 워싱턴 D.C.가 남부 영토에 둘러싸였을 것이다. 북군은 국가의 수도를 지키기 위하여 메릴랜드주를 빠르게 건넜다. 메릴랜드가 북부에 남아있어도 많은 메릴랜드주민들은 남군에 입대하였다.
일부 남북 전쟁의 전투들이 메릴랜드주에서 싸워졌다. 1862년, 로버트 E. 리 장군의 남군이 메릴랜드주를 침입하였다. 북군은 9월 17일 샤프스버그 근처에 앤티텀 전투에서 그들과 대항하여 싸웠다. 그날 12,000명 이상의 북군과 10,000명 이상의 남군이 전사하거나 상처를 입었다. 리 장군은 다음 날 버지니아 주로 물러갔다. 1863년 리 장군은 그의 군사들을 지도하여 메릴랜드주를 지나 펜실베이니아 주로 들어갔으며, 게티즈버그 전투에서 패배하였다. 1864년, 남군의 장군 주벌 A. 얼리 장군은 포토맥 강을 거너 메릴랜드주로 들어갔다. 그는 7월 9일 프레더릭 근처에 있는 모너캐시 전투에서 북군을 물리쳤다. 북군이 그의 군대를 몰아내기 전에 얼리의 부하들은 워싱턴 D.C.의 광경 이내로 전진하였다.
1864년, 메릴랜드주는 노예제를 폐지하는 헌법을 채택하였다. 새 헌법은 남부를 성원한 메릴랜드주민의 거친 형벌을 놓기도 하였다. 적은 엄격한 헌법이 1867년에 채택되어 아직도 영향에 있다.
메릴랜드주는 남북 전쟁 이후에 그 산업과 상업적 발전을 유지하였다. 이미 거대한 산업 도시 볼티모어는 1800년대 중반과 후반에 잘 알려진 문화의 중심지가 되었다. 박애주의자들은 피바디 음악 학교(현재의 피바디 연구소)(1857년), 존 홉킨스 대학교(1876년)과 에노크 프랫 자유 도서관(1886년)을 포함한 중요한 문화 연구소들을 설립하였다.

### 1900년대 초반
메릴랜드주의 사업적 확장은 1900년대로 들어가 지속되었다. 주의 공장들과 조선소들은 1917년, 미국이 제1차 세계 대전에 참전한 후에 거대하게 확장되었다. 미국 육군은 그 첫 시험 센터인 애버딘 규정 기지를 체서피크 만의 북서부 기슭을 따라 설립하였다.
1919년, 의회는 알콜 음료들을 제조하고, 팔고 수송하는 것을 금지하는 법률을 통과시켰다. 메릴랜드주민들은 금주법을 주의 권리에 대한 폭력으로 여겼기 때문에 주요한 반대자들 중 하나였다.
1930년대의 대공황이 볼티모어의 산업을 강하게 쳤다. 메릴랜드주는 이 어려움을 쉽게 하기 위해 미국 정부와 함께 협력하면서 사회 보장 법률을 통과시켰다. 1935년과 1938년, 미국 정부는 온건적 소득의 가족들을 위한 주택을 마련하기 위해 그린벨트 도시를 세웠다. 1937년, 주의 입법부는 메릴랜드의 첫 소득세 법률을 찬성하였다.

### 1900년대 중반
제2차 세계 대전이 일어나는 동안에 제조업 활동은 메릴랜드주에서 거대하게 번영하였다. 애팔래치아산맥 지방과 남부의 다른 지대들에서 온 수천명의 근로자들이 주로 들어왔다.
전쟁이 끝난 후, 메릴랜드주의 산업과 인구가 지속적으로 자라나고 주는 그 교통 시스템을 향상시켰다. 볼티모어의 프렌드십 국제 공항(현재의 볼티모어/워싱턴 국제 공항)이 1950년애 개장되었다. 1952년과 1963년 사이에 주는 볼티모어 항구 터널, 체스피크 만 다리(현재 윌리엄 P. 레인 다리), 존 F. 케네디 고속도로와 볼티모어와 워싱턴 D.C.를 잇는 유료 고속도로를 완공하였다. 도시 계획자들이 디자인한 공동체 컬럼비아의 타운은 1960년대 초반에 창립되었다.
메릴랜드주의 도시 인구 번창은 정치적 문제들을 창조하였다. 1960년대까지 희박한 인구를 가진 시골 지역들에서 투표인들은 주 입법자들의 대부분을 선출하였다. 1962년부터 1966년 사이에 메릴랜드주는 더 많은 동등한 대표를 위하여 그 선거 구역을 재분할하였다.
메릴랜드주는 1960년대와 1970년대 동아네 그 학교 시스템을 확장하였다. 칼리지파크에 주요 캠퍼스, 볼티모어와 프린세스앤에 지점들을 둔 메릴랜드 대학교가 케이턴스빌에도 지점을 열었다. 일부 주의 교사들의 단과 대학들은 정총 주립 단과 대학들이 되었고, 많은 2년제의 공동체 단과 대학들이 열렸다.
1967년, 스피로 T. 애그뉴는 메릴랜드주 역사상 5번째 공화당 주지사가 되었다. 1969년, 애그뉴는 리처드 M. 닉슨 대통령 아래 부통령이 되었다. 닉슨과 애그뉴는 1972년에 재선되었다. 그러나 애그뉴는 1973년, 부통령으로서 사임하였다. 그는 연방 대배심이 그가 주지사와 부통령으로서 넓게 퍼진 부정 이득에 참가한 고발들을 조사하였을 때에 사무실을 떠났다.

### 1900년대 후반
메릴랜드주의 산업적 번창과 체서피크 만에 그 위치는 주를 경제적으로 북동부 산업적 주들에 결합시켰다. 많으 새로운 도시, 외곽과 산업적 공동체들이 볼티모어와 워싱턴 사이에 번영하였다. 주는 학교, 수자원과 전력 공급과 다른 서비스들과 함께 이 확장 지역들을 마련한 이 확장 지역들의 도전을 직면하였다. 1972년, 메릴랜드주의 투표인들은 주의 정부를 위한 돈을 모으기 위한 주의 추첨 분배를 찬성하였다. 주의 공무원들은 또한 공해와 수질 오염의 문제들을 해결하는 필요성을 강조하기도 하였다.
제2차 세계 대전이 일어나는 동안과 후의 인구 증가는 주에서 아직도 진행되는 주택과 교육에 변화들을 가져왔다. 남부에서 메릴랜드주에 들어온 수천명의 주민들은 아프리카계 미국인이다. 그들이 볼티모어에 정착하면서, 다른 가족들의 늘어나는 수가 도시의 외곽들로 이주하였다. 이때 메릴랜드주의 공공 학교들은 인종적으로 분리되었다. 하지만, 1954년, 미국 대법원 공공 학교들의 의무적 인종 분리는 비헌법적이라고 지배하였다. 볼티모어는 거의 즉시 공공 학교들에서 인종 차별 대우를 폐지하였다. 주의 나머지 부분에서 학교의 인종 차별 대우의 폐지는 서서히 속행되었고, 현재 메릴랜드주의 모든 학교 시스템들은 인종적으로 합류되었다.

## 경제

### 서비스업

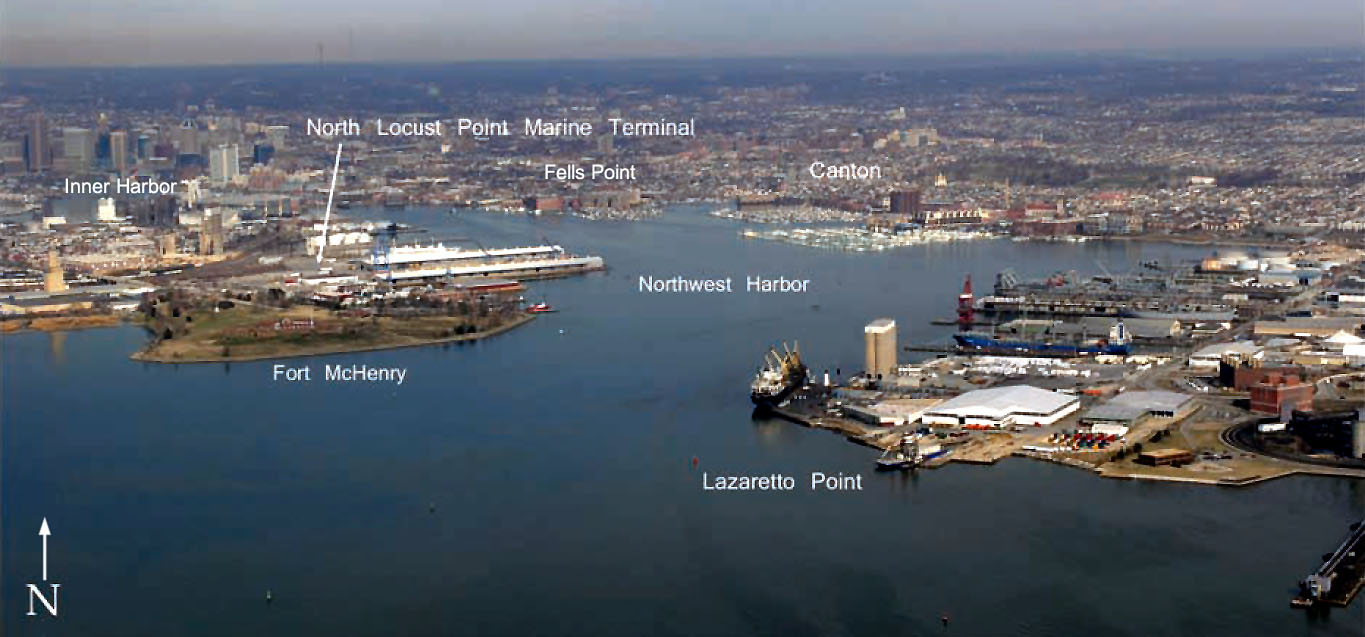
볼티모어 항구

서비스업은 메릴랜드주의 고용과 국내 총생산 양쪽의 85 퍼센트 이상을 차지한다. 많은 이 산업들은 볼티모어와 워싱턴 D.C. 지역들에 있다.
볼티모어는 미국 동부에서 주요한 금융의 중심지들 중 하나이다. 일부 은행과 지주 회사들이 볼티모어에 본부를 두고 있다. 볼티모어 항구는 소매상의 중심지이다. 호텔과 식당들은 매년 메릴랜드주를 방문하는 수천만 명의 관광객들로부터 이득을 얻는다.
정부는 메릴랜드주에서 중요한 서비스업이다. 메릴랜드주에 있는 연방 정부 대리점들은 베세즈다에 있는 국립보건원과 수틀랜드에 있는 미국 인구조사국을 포함한다. 군사 시설들은 베세즈다의 월터 리드 국립 군보건센터, 그린벨트의 고더드 우주 비행 센터와 아나폴리스의 미국 해군사관학교를 포함한다. 주 정부의 사무소들은 대부분 아나폴리스와 볼티모어에 있다.

### 제조업
메릴랜드주의 제조업은 대부분 볼티모어 지역과 워싱턴 D.C. 근처의 도시 지역들에서 이루어진다. 화학품, 컴퓨터와 전자 제품과 식료품은 메릴랜드주의 주요한 제조품들이다.
약품은 주의 가장 중요한 화학품이다. 통신 용구, 감시와 항해 기구들은 주의 가장 가치 있는 전자 제품들 중 하나이다. 주요한 우주선과 방어 시스템들의 제조업인 록히드 마틴의 본사가 베세즈다에 있다. 메릴랜드주의 주요 식품들은 빵, 낙농품, 청량음료와 양념을 포함한다. 세계에서 가장 큰 양념 제조 회사들 중에 하나인 매커믹 앤드 컴퍼니 주식회사가 볼티모어 북부의 코키스빌에 기지를 두었다.

### 농업

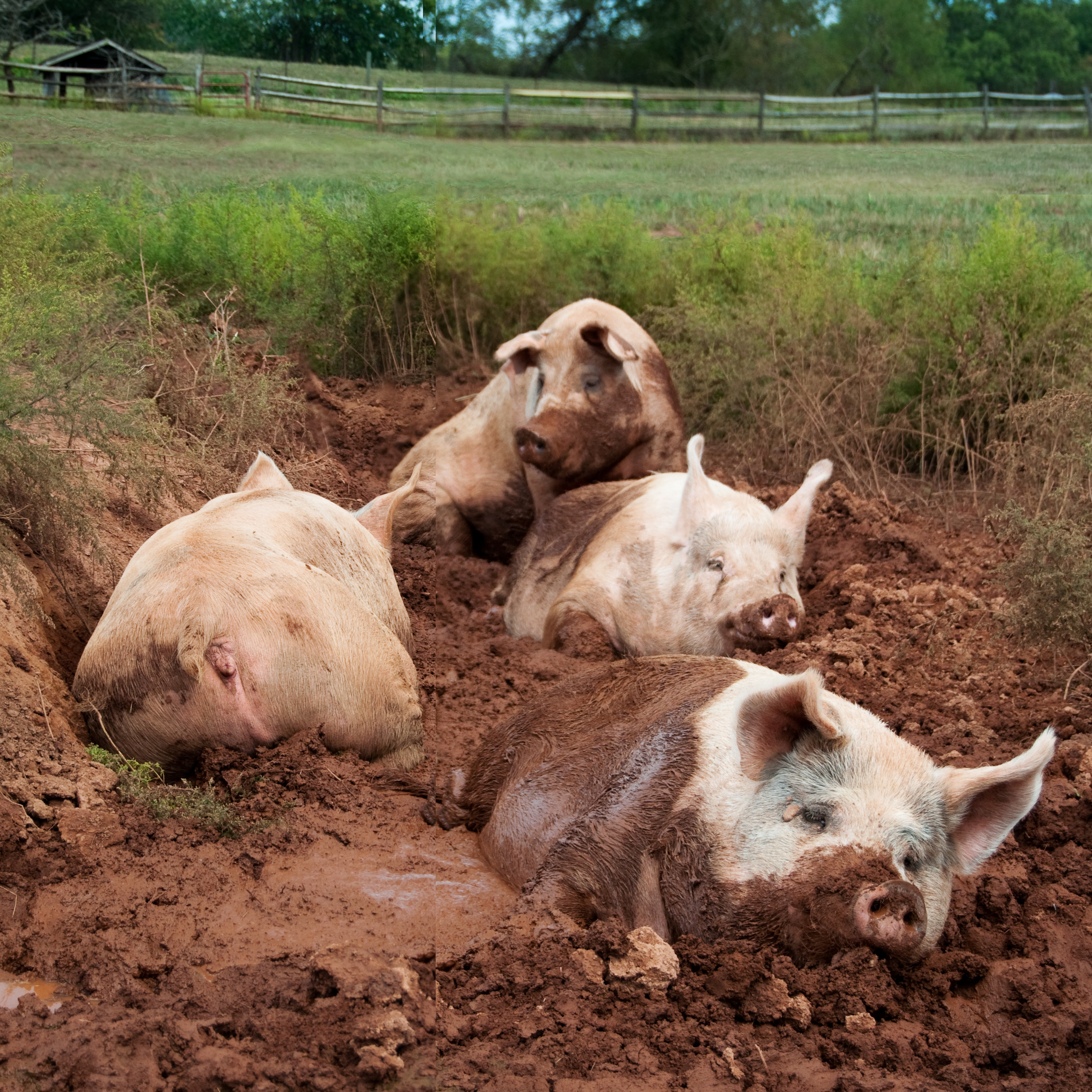
풀스빌에서 사육되는 돼지들의 모습

농장지대가 메릴랜드주 대지 지역의 대략 3분의 1을 뒤덮고 있다. 가축과 축산물은 농장 소득의 대략 5분의 3을 마련한다. 닭은 주의 가축 소득의 절반 이상을 마련하며, 주로 주의 남동부에서 사육된다. 우유도 중요한 생산물이며, 캐롤, 프레더릭과 워싱턴 카운티들은 우유 생산에서 주를 이끌고 있다. 다른 축산물로는 육우, 달걀, 돼지와 칠면조를 포함한다.
농작물은 농장 소득의 대략 5분의 2를 차지한다. 온실과 종묘장 산품들은 농작물의 주요한 부문을 차지한다. 주의 주요한 곡물은 옥수수, 콩과 밀이다. 감자, 사탕 옥수수와 토마토는 주의 가장 가치 있는 채소이며, 사과와 수박이 주요한 과일이다.

### 광업
메릴랜드주의 가장 가치 있는 광물은 석회암과 포틀랜드 시멘트를 포함한다. 모래와 자갈의 대량은 주의 남부와 동부 해안의 갱들로부터 나온다. 앨러개니와 개릿 카운티들은 주의 석탄과 천연가스의 전부를 생산한다.

### 수산업
메릴랜드주는 바다게 잡이의 수에서 주요한 주들 중 하나이다. 체서피크 만의 물들에서 잡히는 가치적 수산물은 바다게, 대합조개, 뱀장어, 가자미목, 굴, 가리비 등을 포함한다. 대서양 해안 물들에서 잡히는 물고기들은 가자미목, 우는 물고기와 다랑어를 포함한다.

## 주민
| 인구조사                      | 인구      | Note | %±    |
| ----------------------------- | --------- | ---- | ----- |
| 1790년                        | 319,728   |      | —     |
| 1800년                        | 341,548   |      | 6.8%  |
| 1810년                        | 380,546   |      | 11.4% |
| 1820년                        | 407,350   |      | 7.0%  |
| 1830년                        | 447,040   |      | 9.7%  |
| 1840년                        | 470,019   |      | 5.1%  |
| 1850년                        | 583,034   |      | 24.0% |
| 1860년                        | 687,049   |      | 17.8% |
| 1870년                        | 780,894   |      | 13.7% |
| 1880년                        | 934,943   |      | 19.7% |
| 1890년                        | 1,042,390 |      | 11.5% |
| 1900년                        | 1,188,044 |      | 14.0% |
| 1910년                        | 1,295,346 |      | 9.0%  |
| 1920년                        | 1,449,661 |      | 11.9% |
| 1930년                        | 1,631,526 |      | 12.5% |
| 1940년                        | 1,821,244 |      | 11.6% |
| 1950년                        | 2,343,001 |      | 28.6% |
| 1960년                        | 3,100,689 |      | 32.3% |
| 1970년                        | 3,922,399 |      | 26.5% |
| 1980년                        | 4,216,975 |      | 7.5%  |
| 1990년                        | 4,781,468 |      | 13.4% |
| 2000년                        | 5,296,486 |      | 10.8% |
| 2010년                        | 5,773,552 |      | 9.0%  |
| 2019 (추산)                   | 6,045,680 |      | 4.7%  |
| 출처: 1910–2010 2018 estimate |           |      |       |

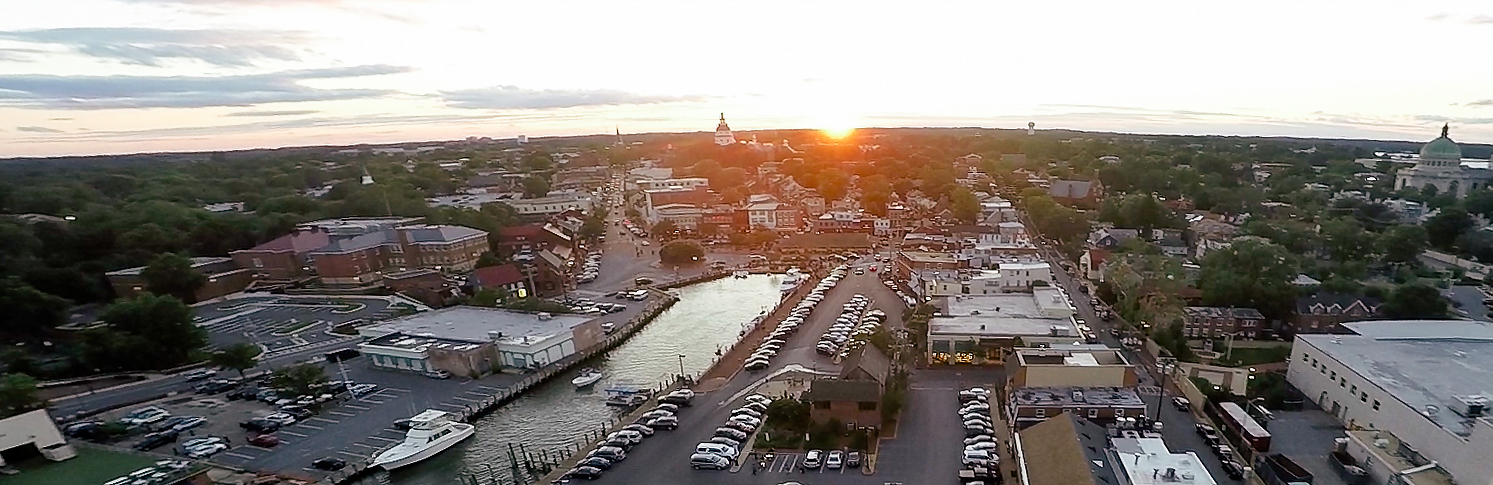
애나폴리스의 전경

2000년, 미국 인구 조사국은 메릴랜드주의 인구가 5,296,486명이라고 보고하였다. 1990년의 4,781,468명에서 11 퍼센트나 증가하였다. 2000년, 조사국에 따르면, 메릴랜드주는 50개의 주들 중에 인구에서 19위에 올랐다.
인구의 대략 95 퍼센트는 주의 메트로폴리탄 지역들에 산다. 메릴랜드주는 6개의 메트로폴리탄 지역들이 있다. 이 지역들은 볼티모어-타우슨, 컴벌랜드, 해저스타운-마틴스버그(웨스트버지니아주), 필라델피아(펜실베이니아주)-캠던(뉴저지주)-윌밍턴(델라웨어주), 세일즈버리와 워싱턴 D.C.-알링턴(버지니아주)-알렉산드리아(버지니아주)이다.
볼티모어는 주에서 가장 큰 도시이다. 다른 큰 인구의 중심지들은 인구순으로 컬럼비아, 실버스프링 던더크와 휘턴-글렌먼트이다.
메릴랜드주민의 대략 4분의 1은 아프리카계 미국인이다. 주의 다른 큰 인구 집단으로는 독일, 아일랜드, 영국, 이탈리아, 폴란드 계통과 아메리카 인디언들이다. 히스패닉과 아시아인들은 주 인구의 4퍼센트를 차지한다.

## 주요 도시
- 아나폴리스
- 볼티모어
- 베세즈다
- 실버스프링

## 같이 보기
- USS 메릴랜드